# Karl Gußner
Karl Gußner (* 10. Juni 1908; † 18. August 1985), auch „Räber“ gerufen, war ein deutscher Fußballspieler. 

## Karriere
Der gelernte Flaschner Karl Gußner wechselte 1924 im Alter von 16 Jahren vom FC Stein aus der kleinen Nürnberger Nachbarstadt nach Zerzabelshof zum 1. FC Nürnberg. Nachdem beim Club die Generation der Goldenen Zwanziger, die fünf deutsche Meisterschaften nach Nürnberg holte, von der Fußballbühne abtrat, debütierte der „Räber“, wie er gerufen wurde, 1930 in der ersten Mannschaft, für die er bis 1939 insgesamt 441 Mal auflaufen sollte.
Der schnelle Gußner sprang 6,88 Meter weit und lief die 100 Meter in 10,8 Sekunden. Diese Schnelligkeit konnte er als Außenstürmer ideal ausspielen. Zunächst stand er auf dem rechten Flügel im Schatten des Meister- und Nationalspielers Baptist Reinmann. Doch 1932 hatte er diesen endgültig aus der ersten Mannschaft verdrängt. Ab 1934 bildete er zusammen mit Max Eiberger den rechten Flügel.
Nachdem Gußner DM-Endspiel 1934 miterleben musste, wie der Club eine 1:0-Führung in den letzten drei Minuten noch verspielte, konnten er und seine Mannschaftskameraden mit dem Gewinn des Tschammerpokal 1935 erstmals die großen Fußstapfen ausfüllen, die die erfolgreichen Clubberer der 1920er Jahre hinterlassen hatten. Diesen neu geschaffenen nationalen Pokalwettbewerb gewann der 1. FC Nürnberg auch dank Gußners Schusstechnik. Seinen Distanzschuss konnte der Torhüter des FC Schalke 04 nicht festhalten, den Abpraller verwertete Georg Friedel zum entscheidenden 2:0.
Noch entscheidender war Gußner dann am Meistertitel 1936 beteiligt. Im Finale gegen Fortuna Düsseldorf brach sich Gußner zwar in der ersten Halbzeit einen Finger, spielte aber weiter und erzielte mit einem Schuss aus 25 Metern Torentfernung in der letzten Spielminute der Verlängerung den 2:1-Siegtreffer.
Eine weitere Meisterschaft konnten Gußner und der FCN in den 1930er Jahren nicht mehr gewinnen. 1937 unterlag die Mannschaft mit Gußners Beteiligung im Finale Schalke 04, das auch in den folgenden Jahren den deutschen Fußball dominierte. Allerdings konnte Gußner noch einen zweiten Pokalsieg feiern: Das verspätet ausgetragene Finale um den Tschammerpokal 1939 gewann der Club, auch dank einer großen Leistung Gußners, im Mai 1940 mit 2:0 gegen den SV Waldhof Mannheim. Dagegen verlor der Club trotz eines Treffers von Gußner wenige Monate nach diesem Triumph das Finale um den Tschammerpokal 1940 gegen den Dresdner SC.
In die deutsche Fußballnationalmannschaft wurde Gußner nie berufen, obwohl er in den 1930er Jahren zur „Crème de la Crème des deutschen Außenstürmerwesens“ gehörte. Doch der Schatten des Rekordnationalspielers und -torjägers Ernst Lehner war zu groß. Dabei hatte auch Gußner nicht nur Schnelligkeit, Tricks und gute Schusstechnik zu bieten, sondern war auch ähnlich torgefährlich, wie seine 18 Tore in insgesamt 37 Einsätzen in der Endrunde um die deutsche Meisterschaft zeigen.
Seine Karriere beendete Gußner 1941 wegen einer Kriegsverletzung, die zeitweise sogar sein Augenlicht bedroht hatte. Nach dem Zweiten Weltkrieg spielte er noch in der Nürnberger Altherrenmannschaft.

## Erfolge
- Deutscher Meister 1936
- Tschammerpokal-Sieger 1935, 1939

## Sonstiges
Der 1. FC Nürnberg hat zu Saisonbeginn 2006/07 als erster Bundesligaverein 35 Stadionblöcke seines Stadions nach berühmten und verdienten Spielern benannt; der Block 3b wurde nach Karl Gußner benannt.